# Clergues Regulars de les Escoles Pies
Els Clergues Regulars Pobres de la Mare de Déu de les Escoles Pies formen un institut religiós masculí de dret pontifici: un orde de clergues regulars dedicat a l'ensenyament gratuït, els membres del qual són anomenats popularment escolapis i posposen al seu nom les sigles S.P. o Sch. P.

## Història
En 1597, Josep de Calassanç, membre llavors de la Confraria dels Dotze Apòstols i conscient de l'estat d'abandó i la ignorància que mostraven els nens, tant en aspectes formatius com d'espiritualitat cristiana, va obrir una escola per a nens pobres al barri popular del Trastevere (Roma), en la parròquia de Santa Dorotea: era la primera escola popular gratuïta d'Europa. El nombre d'alumnes va créixer ràpidament, però el 1598 el riu Tíber es va desbordar, arrasant al seu pas els habitatges dels pobres i les dues saletes on feien classe, quedant tot destrossat. Al cap de poc va morir Antonio Brandini, rector de Santa Dorotea que havia donat suport a la idea de Calassanç, i el nou rector no va voler donar continuïtat a l'obra i va fer desallotjar les dues saletes.
Per continuar, Josep de Calassanç va instal·lar l'escola a dues casetes prop de la Fonda del Paradís i més tard al Palau Vestri. El 1601 el nombre d'alumnes superava els 500. El papa Climent VIII s'assabentà de l'obra d'aquestes escoles i quedà impressionat fins a tal punt, que decidí fer-se càrrec del lloguer de l'edifici fins a la seva mort.

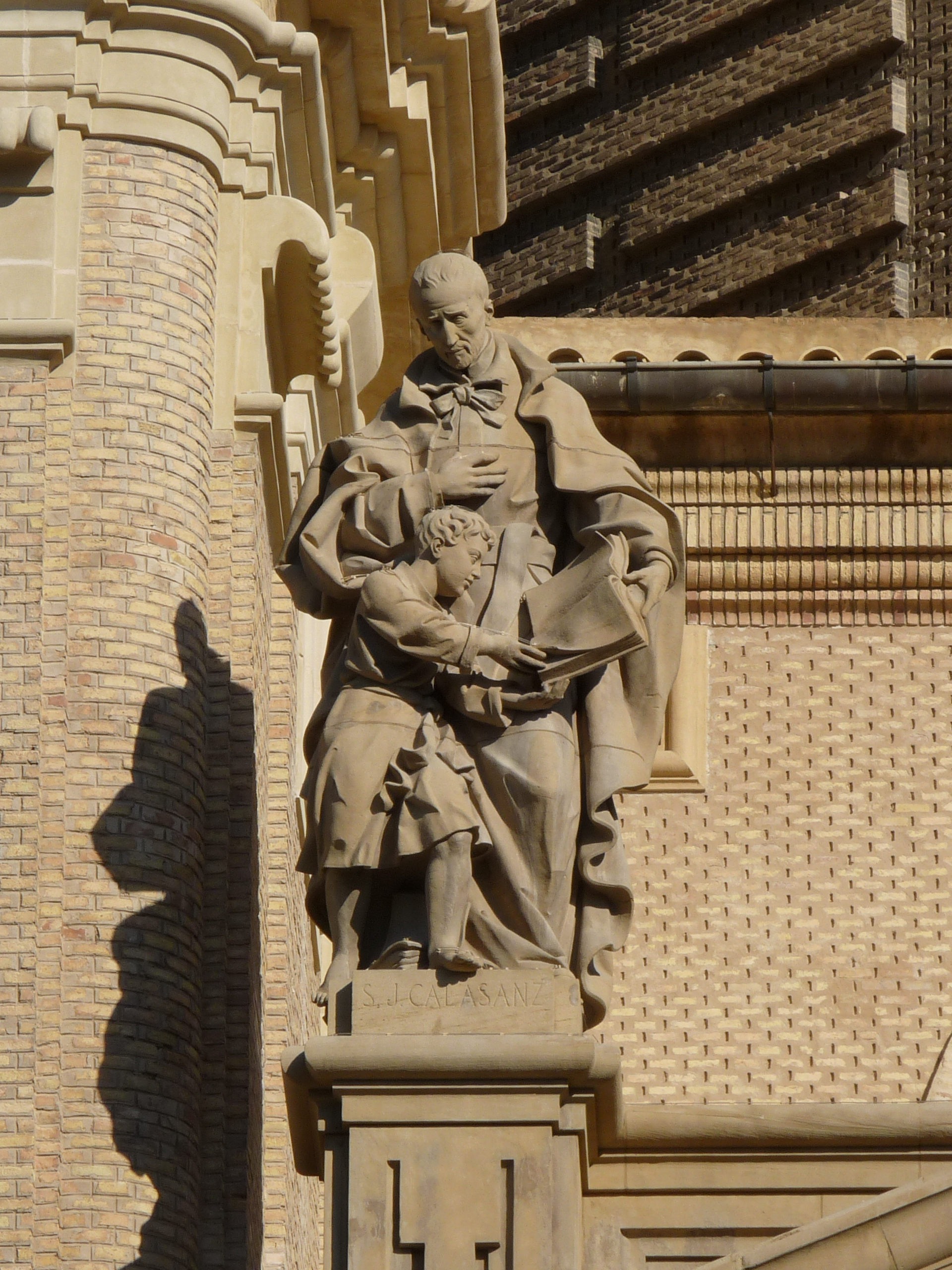
Estàtua del sant fundador al Pilar de Saragossa.

Sant Josep de Calassanç decidí que al seu col·legi hi hauria "oració contínua" matí i tarda durant el temps de classe. Josep acompanyava els nens a les seves cases després de les classes, també organitzava als mestres aconsellant-los reunir-se una vegada per setmana per a tractar temes del col·legi. L'educació tenia inspiració cristiana, ja que es tractava de formar tant l'intel·lecte com l'esperit, i estava oberta a cristians i jueus, als que ensenyava sense intentar-ne la conversió. Entre els col·laboradors de l'Escola estava el pare Dragonnetti, llatinista de gran prestigi. En 1602 tenia 700 alumnes, i hagueren de mudar-se a l'Edifici Mannini.
D'ací va néixer la idea d'establir una congregació religiosa de sacerdots que fou aprovada per Pau V el 1617. El fundador fou nomenat Superior i s'encarregà de la redacció de les Constitucions que foren aprovades el 1622 per Gregori XV, pontífex que li atorgà el caràcter d'orde religiós mendicant. Als tres vots habituals (pobresa, castedat i obediència) s'afegí un quart vot de l'atenció particular a l'educació dels nens pobres. L'ideal calassanci d'educar tots els nens, especialment els pobres, el suport de les escoles a les teories heliocèntriques de Galileo Galilei, alguns escàndols deguts a episodis d'assetjament que van ocasionar la persecució de l'orde per part dels jesuïtes, van fer que es donés un corrent d'oposició al si de l'Església que donà lloc a la supressió de l'orde en 1646, decretada per Innocenci X.
L'orde es restaurà en 1656, quan Alexandre VIII en reconegué la utilitat pública, però derogant-ne alguns dels antics privilegis dels ordes mendicants que tenia i afegint-hi un jurament de perseverança a la congregació. Els privilegis foren restaurats en 1660, 1669 i 1698; Climent IX els tornà la condició de clergues regulars en 1669. Un any després, Climent X donà potestat al general de l'orde per dispensar dels vots solemnes als laics i clergues d'ordes menors.
L'orde es difongué ràpidament al món catòlic en vida del fundador i fins al segle xviii, i novament la primera meitat del segle xx. A Espanya s'establiren primerament a Catalunya (Moià) el 1683. Al llarg del segle xviii, les escoles pies gaudiren d'un gran prestigi, tant pel nombre de col·legis com per la seua activitat acadèmica. Els períodes napoleònic i posterior n'afectaren l'expansió.

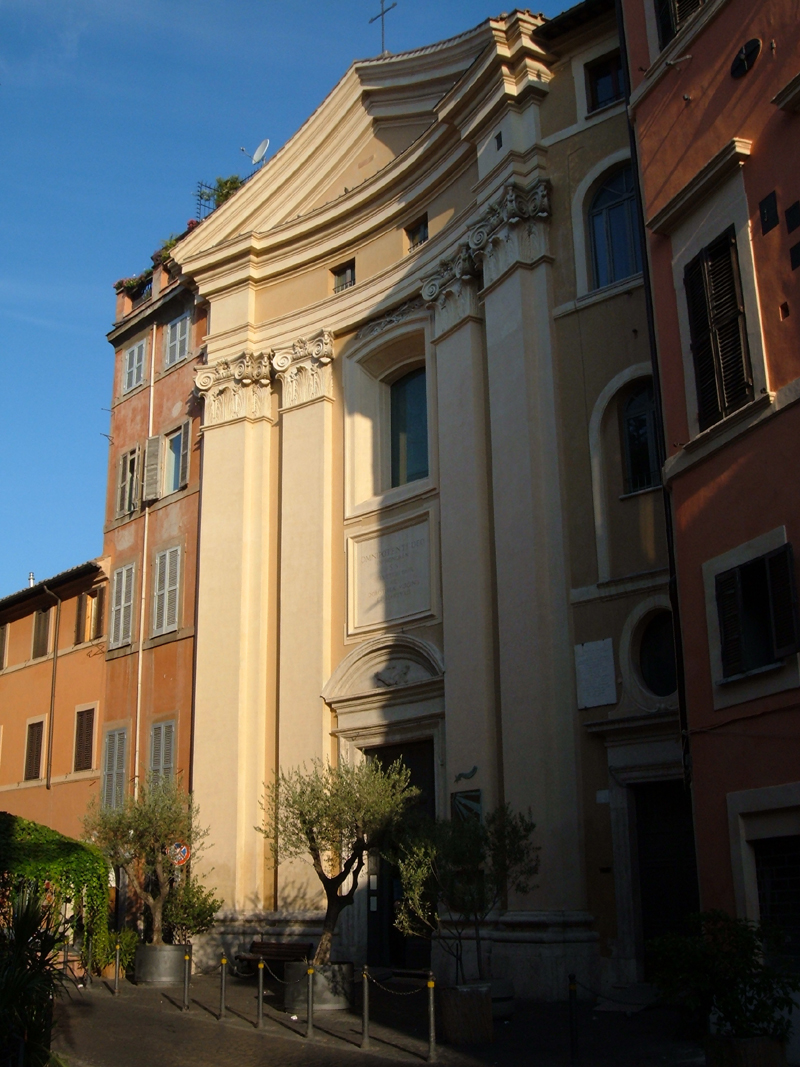
Santa Dorotea (Roma), seu de la primera escola de l'orde
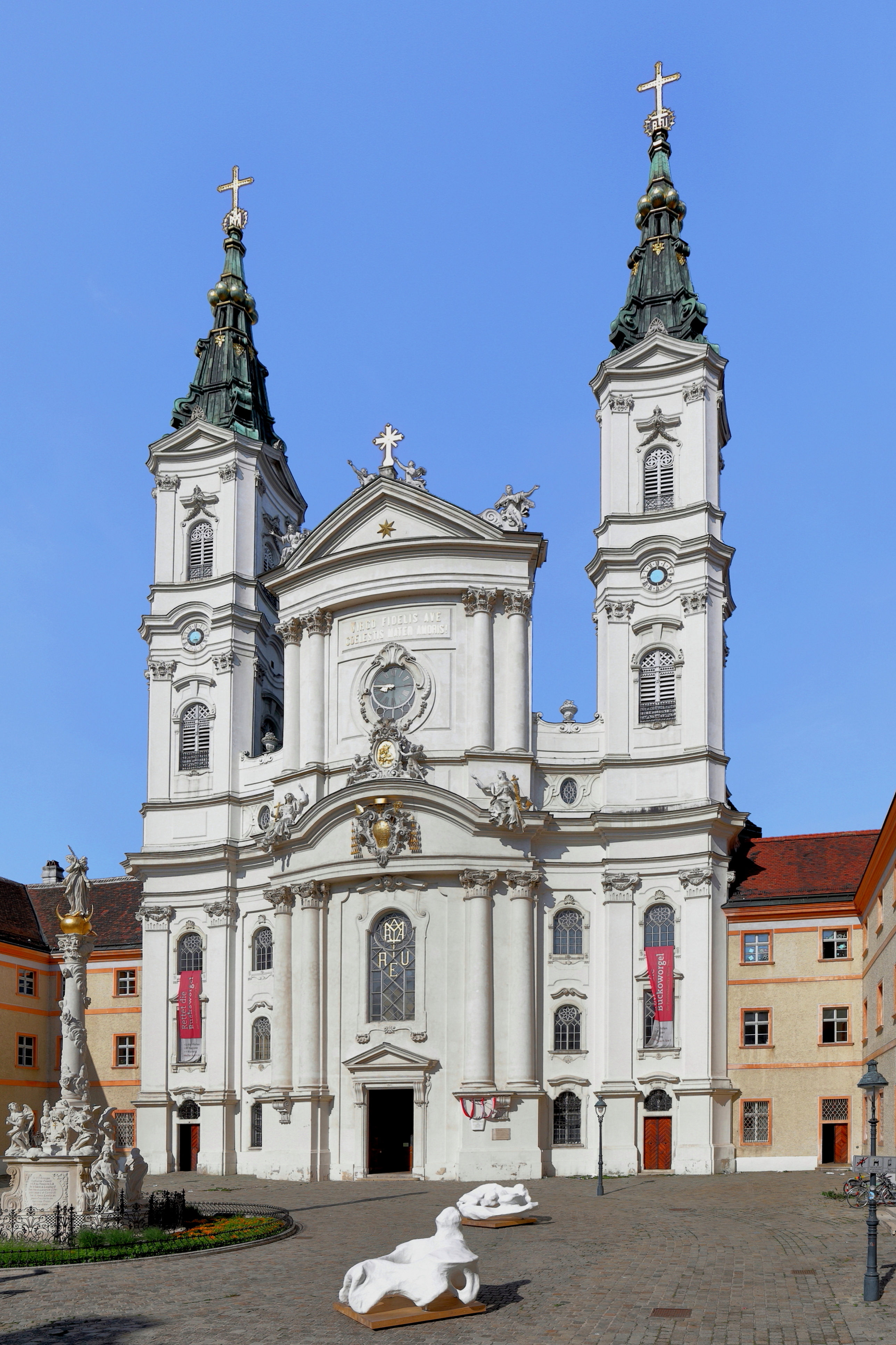
Església dels escolapis a Viena
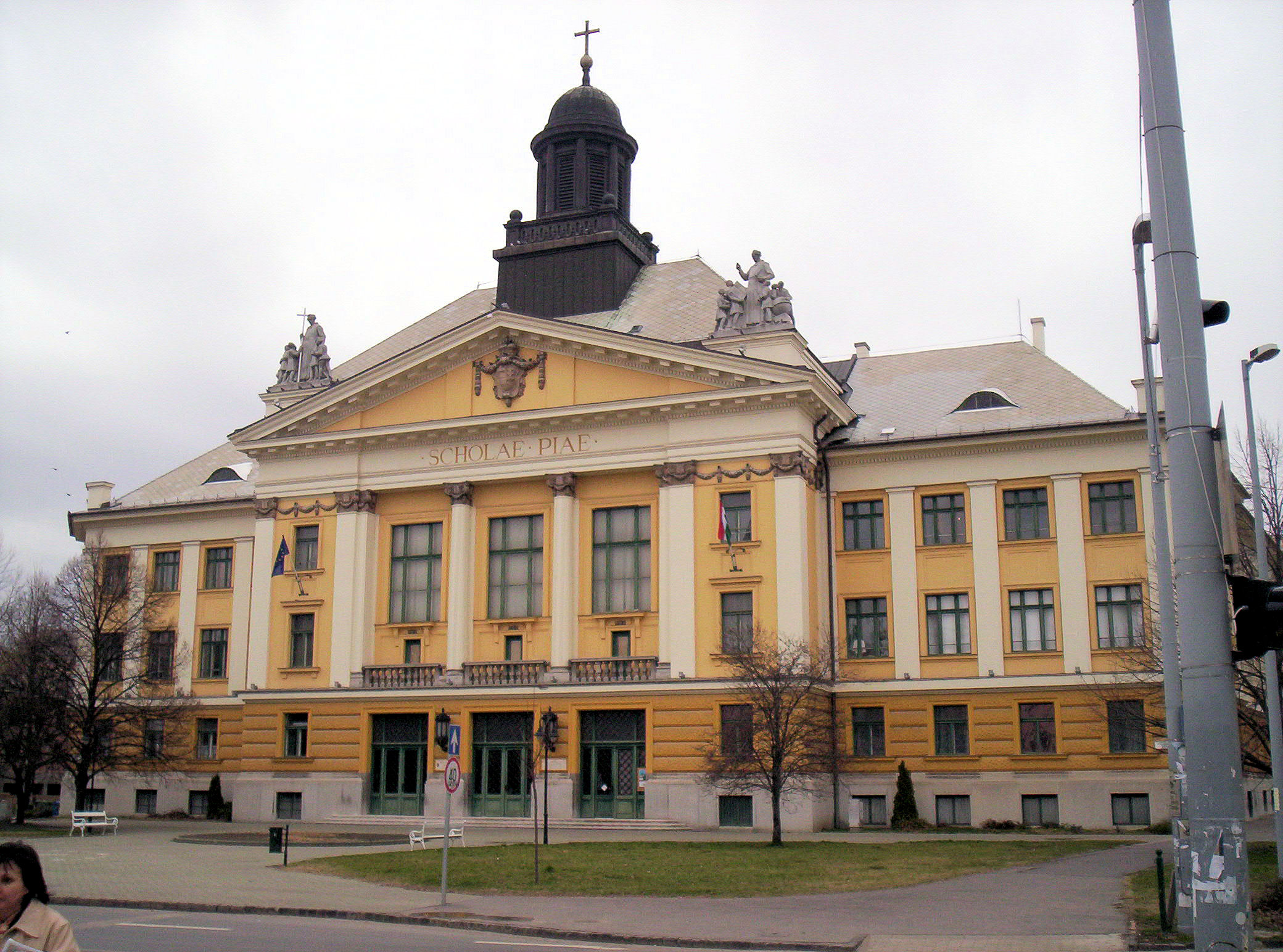
Escola Pia de Kecskemét (Hongria)
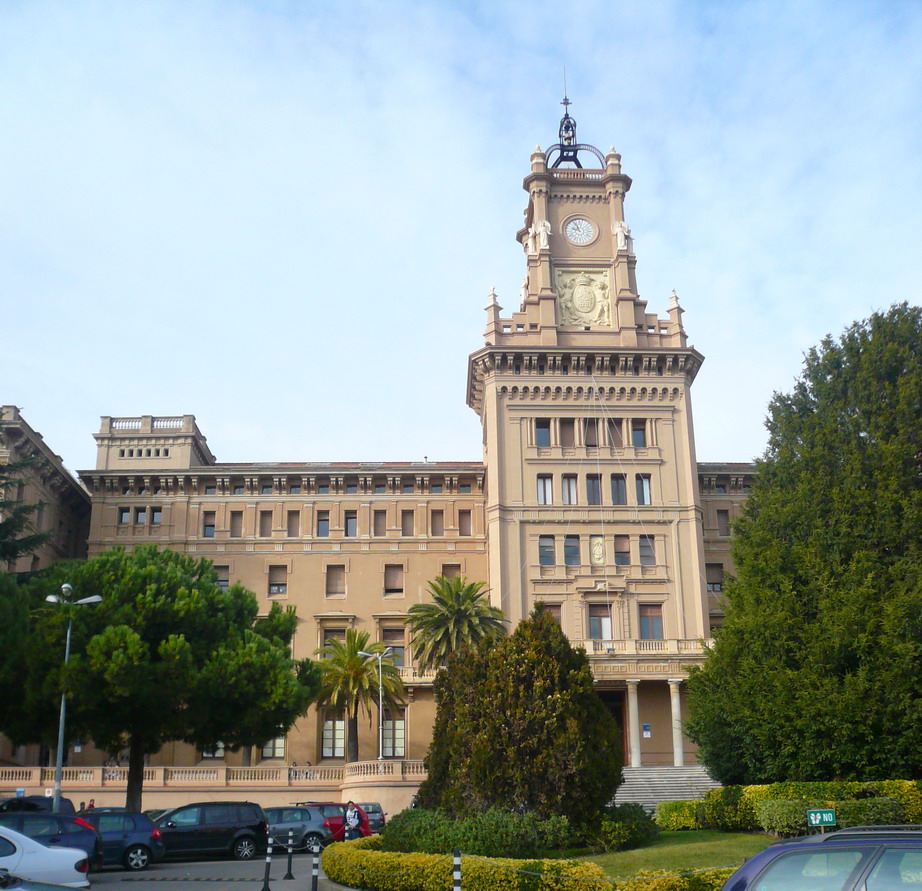
Escola Pia de Sarrià, a Barcelona

## Activitat i difusió

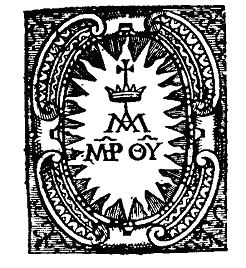
Escut de l'orde, d'un llibre antic.

L'orde es dedica a l'educació dels nens i joves, amb una espiritualitat cristiana i donant prioritat a:
- l'educació als nens, fins que n'acaben la infantesa
- l'educació als pobres i nens de famílies sense prou recursos
- l'educació cristiana.

En acabar 2005, l'orde tenia 211 cases i 1.385 religiosos, 1.024 dels quals eren preveres. En l'actualitat, hi ha escoles masculines i femenines d'escolapis repartides en 32 estats arreu del món, especialment a Itàlia, Espanya, Polònia, Hongria, Eslovàquia, Àustria, Amèrica llatina, Àfrica, Índia i Filipines. L'Escola Pia de Catalunya va rebre la Creu de Sant Jordi el 1983
El superior és elegit cada sis anys per un capítol general. Els membres poden ésser professos, novicis o germans llecs.

### Ideologia
La ideologia de l'Escola Pia es resumeix en el seu lema, «Pietat i lletres», que deixa veure els principals objectius de Josep de Calassanç en fundar l'obra: busca que el nen exploti el seu màxim potencial intel·lectual i espiritual a través d'una educació de qualitat i d'una espiritualitat sempre molt ben fonamentada en la moral de l'Església.